# Campeonato Europeo de Atletismo en Pista Cubierta
El Campeonato Europeo de Atletismo en Pista Cubierta  es organizado desde 1970 por la asociación Atletismo Europeo. Actualmente se realiza cada años impar. Es la mayor prueba atlética a nivel europeo que se celebra en invierno y fuera de los años que se celebran Juegos Olímpicos o Campeonatos Europeos. Debido a que estos campeonatos se realizan en pista cubierta, el número de pruebas es menor que en los campeonatos al aire libre.
El campeonato comenzó a disputarse anualmente en 1970. A partir de 1990 pasó a organizarse cada dos años, en años pares, con el fin de evitar coincidir con el Campeonato Mundial, que se disputaban en los años impares. A partir de 2004 el campeonato mundial tiene lugar en años pares, por lo que el europeo se celebra desde entonces en los impares.
Anteriormente y como precedente de estos campeonatos, se realizaron cuatro ediciones de los denominados Juegos Europeos en Pista Cubierta, entre los años 1966 y 1969.

## Ediciones
| Núm.    | Año  | Sede                      | Estadio o pabellón               | Países | Atletas |
| ------- | ---- | ------------------------- | -------------------------------- | ------ | ------- |
| I       | 1970 | Viena ( Austria)          | Stadthalle                       | 22     | 279     |
| II      | 1971 | Sofía ( Bulgaria)         | Festiwalna                       | 23     | 323     |
| III     | 1972 | Grenoble ( Francia)       | Palais des Sports                | 23     | 263     |
| IV      | 1973 | Róterdam ( Países Bajos)  | Ahoy                             | 24     | 307     |
| V       | 1974 | Gotemburgo ( Suecia)      | Scandinavium                     | 25     | 263     |
| VI      | 1975 | Katowice ( Polonia)       | Spodek                           | 24     | 269     |
| VII     | 1976 | Múnich ( RFA)             | Olympiahalle                     | 25     | 229     |
| VIII    | 1977 | San Sebastián ( España)   | Pabellón de Anoeta               | 24     | 241     |
| IX      | 1978 | Milán ( Italia)           | Palazzo dello Sporto             | 25     | 251     |
| X       | 1979 | Viena ( Austria)          | Pabellón Ferry Dusika            | 24     | 209     |
| XI      | 1980 | Sindelfingen ( RFA)       | Glaspalast                       | 25     | 236     |
| XII     | 1981 | Grenoble ( Francia)       | Palais des Sports                | 23     | 259     |
| XIII    | 1982 | Milán ( Italia)           | Palazzo dello Sporto             | 23     | 286     |
| XIV     | 1983 | Budapest ( Hungría)       | Budapest Sportcsárnok            | 24     | 260     |
| XV      | 1984 | Gotemburgo ( Suecia)      | Scandinavium                     | 26     | 245     |
| XVI     | 1985 | El Pireo ( Grecia)        | Estadio de la Paz y la Amistad   | 26     | 315     |
| XVII    | 1986 | Madrid ( España)          | Palacio de Deportes              | 27     | 310     |
| XVIII   | 1987 | Liévin ( Francia)         | Stade Couvert Régional           | 25     | 343     |
| XIX     | 1988 | Budapest ( Hungría)       | Budapest Sportcsárnok            | 27     | 364     |
| XX      | 1989 | La Haya ( Países Bajos)   | Houtrust                         | 27     | 333     |
| XXI     | 1990 | Glasgow ( Reino Unido)    | Kelvin Hall                      | 28     | 380     |
| XXII    | 1992 | Génova ( Italia)          | Palasport                        | 35     | 440     |
| XXIII   | 1994 | París ( Francia)          | Palais Omnisports de Paris-Bercy | 40     | 500     |
| XXIV    | 1996 | Estocolmo ( Suecia)       | Stockholm Globe Arena            | 44     | 466     |
| XXV     | 1998 | Valencia ( España)        | Palacio Velódromo Luis Puig      | 40     | 486     |
| XXVI    | 2000 | Gante ( Bélgica)          | Flanders Sport Hall              | 44     | 549     |
| XXVII   | 2002 | Viena ( Austria)          | Pabellón Ferry Dusika            | 45     | 565     |
| XXVIII  | 2005 | Madrid ( España)          | Palacio de Deportes              | 42     | 560     |
| XXIX    | 2007 | Birmingham ( Reino Unido) | National Indoor Arena            | 45     | 587     |
| XXX     | 2009 | Turín ( Italia)           | Oval Lingotto                    | 42     | 520     |
| XXXI    | 2011 | París ( Francia)          | Palais Omnisports de Paris-Bercy | 46     | 577     |
| XXXII   | 2013 | Gotemburgo ( Suecia)      | Scandinavium                     | 47     | 548     |
| XXXIII  | 2015 | Praga ( República Checa)  | O2 Arena                         | 49     | 615     |
| XXXIV   | 2017 | Belgrado ( Serbia)        | Kombank Arena                    | 49     | 532     |
| XXXV    | 2019 | Glasgow ( Reino Unido)    | Emirates Arena                   | 49     | 589     |
| XXXVI   | 2021 | Toruń ( Polonia)          | Arena Toruń                      |        |         |
| XXXVII  | 2023 | Estambul ( Turquía)       | Arena de Atletismo de Ataköy     |        |         |
| XXXVIII | 2025 | Apeldoorn ( Países Bajos) | Omnisport Apeldoorn              |        |         |
| XXXIX   | 2027 | Valencia ( España)        | Palacio Velódromo Luis Puig      |        |         |

## Medallero histórico
- Actualizado a Apeldoorn 2025.

| Núm. | País                 | Oro | Plata | Bronce | Total |
| ---- | -------------------- | --- | ----- | ------ | ----- |
| 1    | Rusia                | 164 | 142   | 136    | 442   |
| 2    | Alemania             | 161 | 181   | 142    | 484   |
| 3    | Reino Unido          | 76  | 69    | 57     | 202   |
| 4    | Polonia              | 62  | 60    | 81     | 203   |
| 5    | Francia              | 51  | 54    | 73     | 178   |
| 6    | República Checa      | 43  | 39    | 46     | 128   |
| 7    | España               | 35  | 50    | 40     | 125   |
| 8    | Italia               | 35  | 41    | 34     | 110   |
| 9    | Países Bajos         | 33  | 21    | 25     | 79    |
| 10   | Bulgaria             | 29  | 30    | 34     | 93    |
| 11   | Rumania              | 24  | 36    | 36     | 96    |
| 12   | Suecia               | 22  | 28    | 26     | 76    |
| 13   | Bélgica              | 20  | 20    | 12     | 52    |
| 14   | Suiza                | 17  | 12    | 13     | 42    |
| 15   | Portugal             | 17  | 10    | 7      | 34    |
| 16   | Ucrania              | 16  | 15    | 18     | 49    |
| 17   | Hungría              | 13  | 20    | 18     | 51    |
| 18   | Finlandia            | 13  | 9     | 15     | 37    |
| 19   | Serbia               | 12  | 6     | 15     | 33    |
| 20   | Noruega              | 11  | 6     | 9      | 26    |
| 21   | Grecia               | 9   | 17    | 12     | 38    |
| 22   | Bielorrusia          | 9   | 9     | 9      | 27    |
| 23   | Austria              | 7   | 9     | 13     | 29    |
| 24   | Irlanda              | 6   | 5     | 12     | 23    |
| 25   | Letonia              | 5   | 1     | 0      | 6     |
| 26   | Turquía              | 3   | 5     | 1      | 9     |
| 27   | Estonia              | 3   | 0     | 3      | 6     |
| 28   | Dinamarca            | 2   | 2     | 2      | 6     |
| 29   | Azerbaiyán           | 2   | 2     | 1      | 5     |
| 30   | Eslovaquia           | 2   | 1     | 3      | 6     |
| 31   | Islandia             | 2   | 0     | 4      | 6     |
| 32   | Eslovenia            | 1   | 8     | 3      | 12    |
| 33   | Chipre               | 1   | 2     | 0      | 3     |
| 34   | Lituania             | 1   | 1     | 1      | 3     |
| 35   | Israel               | 1   | 0     | 1      | 2     |
| 36   | Albania              | 1   | 0     | 0      | 1     |
| 37   | Croacia              | 0   | 1     | 2      | 3     |
| 38   | Bosnia y Herzegovina | 0   | 1     | 0      | 1     |
| 39   | Armenia              | 0   | 0     | 1      | 1     |
| 39   | Luxemburgo           | 0   | 0     | 1      | 1     |
| 39   | Moldavia             | 0   | 0     | 1      | 1     |
|      | TOTAL                | 909 | 913   | 907    | 2729  |

1. ↑  Incluye las medallas obtenidas por la URSS y por los denominados «Atletas neutrales autorizados».
2. ↑  Incluye las medallas obtenidas por la RFA y la RDA entre 1949 y 1990.
3. ↑  Incluye las medallas obtenidas por Checoslovaquia.
4. ↑  Incluye las medallas obtenidas por la RFS de Yugoslavia y la RF de Yugoslavia.